# Desi Bouterse
Pour les articles homonymes, voir Bouterse.
Desiré Delano Bouterse, dit Desi Bouterse (prononcé : /ˈbɑutərsə/), né le 13 octobre 1945 à Domburg et mort le 23 décembre 2024,, est un homme d'État surinamais, président de la République du 12 août 2010 au 16 juillet 2020.
Il est l'une des personnalités les plus marquantes de l'histoire du Suriname : successivement militaire — instructeur de sport qui atteint le grade de colonel — puis instigateur d'un coup d’État menant à la dictature militaire du Suriname, il est par la suite chef des armées et homme politique, président et fondateur du Parti national démocratique (NDP). Élu président de la République en 2010, il est réélu en 2015 mais échoue aux élections de 2020.
Condamné à 20 ans de prison pour les meurtres de 15 opposants politiques appelés massacres de décembre 1982, alors qu'il doit être incarcéré le 19 janvier 2024, il refuse de se présenter à la prison, prend la fuite et meurt durant la même année.

## Biographie

### Famille
Désiré Delano Bouterse est né le 13 octobre 1945 à Domburg, dans le district de Wanica. Divorcé d'Ingrid Figueira, il épouse Ingrid Waldring en 1990. De ses unions naissent trois enfants, Peggy et Dino avec sa première femme, et Jen-ai avec la deuxième.
Son fils, Dino Bouterse, est arrêté en août 2013 au Panama et extradé vers les États-Unis pour des accusations de trafic de drogue et d’armes. Il est condamné le 12 mars 2015 pour trafic d'armes et de cocaïne, ainsi que pour tentative de soutien au Hezbollah, organisation considérée comme terroriste par les États-Unis. Il pourrait être libéré de prison en 2027.

### Coup d'État et régime autoritaire
Au lendemain de l'indépendance du Suriname, le 25 novembre 1975, la situation économique de l'ancienne colonie néerlandaise reste précaire. Dési Bouterse, alors colonel dans l'armée régulière, prend le contrôle du pays grâce à un coup d'État le 25 février 1980. Son régime militaire en place, il devient alors président du Conseil militaire national, laissant dans un premier temps le président de la République Johan Ferrier à son poste — il assure la fonction présidentielle deux fois durant quelques jours en 1980 et 1982. La prise du pouvoir par les militaires, largement soutenue par la population, vise officiellement à lutter contre la corruption, le chômage qui frappe alors 18 % de la population active, et à remettre de l'ordre dans les affaires publiques. Cependant, « les plans politiques étaient vagues, aucune discussion idéologique n'avait eu lieu en préparation du coup d’État », note l'historienne Rosemarijn Hoefte.
Il établit des relations diplomatiques avec l’Union soviétique, Cuba et la Corée du Nord, sans pour autant que son régime ne manifeste la moindre orientation communiste. Les Pays-Bas suspendent l'aide au développement accordée à leur ancienne colonie, déstabilisant ainsi l'économie surinamaise. Dans le même temps, la chute des cours de la bauxite, principale exportation surinamaise, accentue la crise économique. Le régime est rapidement confronté à plusieurs soulèvements, tantôt conduits par une partie de l’armée, tantôt par des civils. À partir des 1983, dans la foulée de l'invasion de la Grenade par les États-Unis, le Suriname se rapproche de Washington et expulse les diplomates cubains, peut-être par crainte d'une agression américaine.

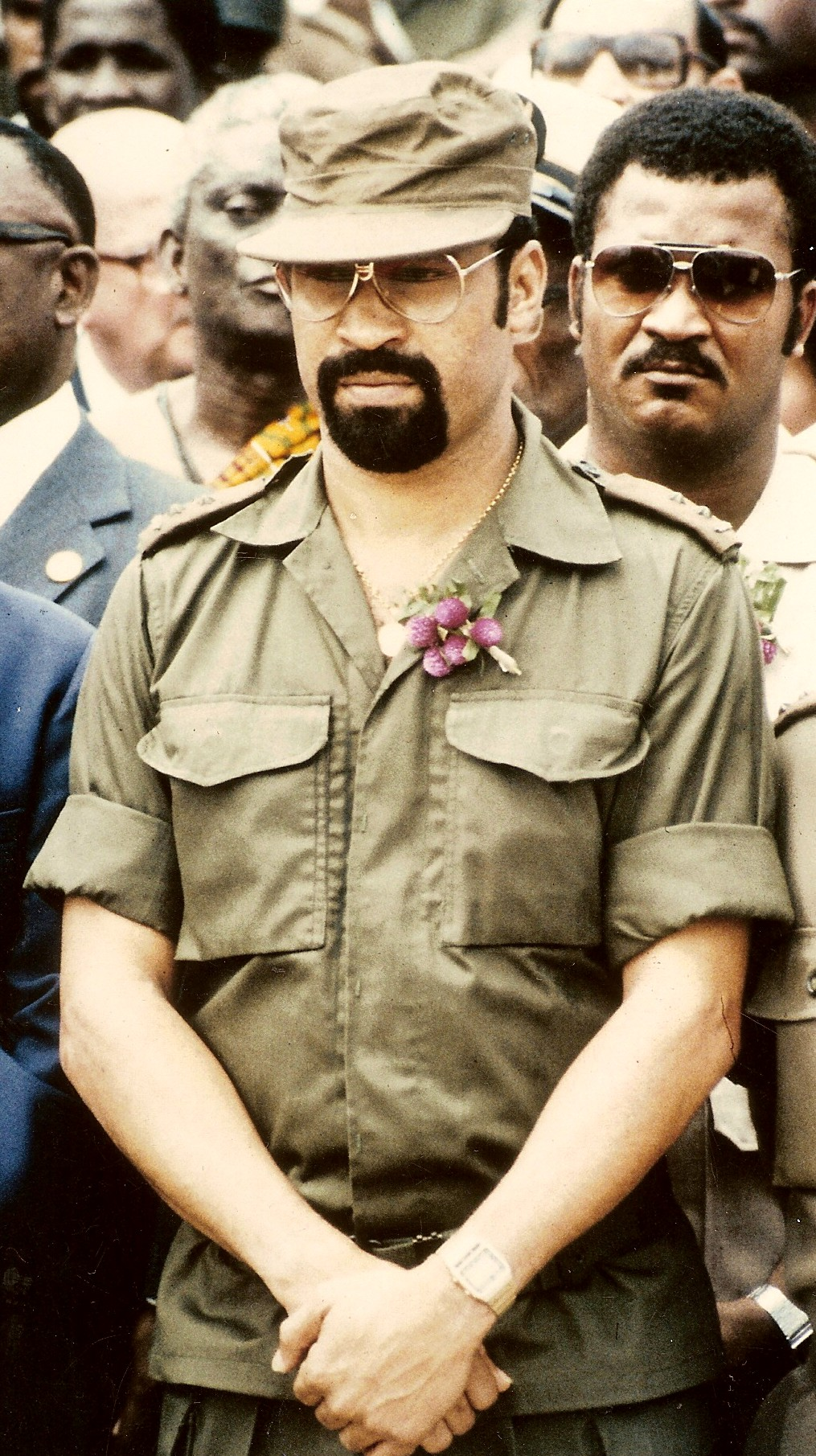
Desi Bouterse, chef d’État-major des armées du Suriname en 1985.

La répression est féroce, étant lui-même le donneur d'ordre, d'après certains témoignages, des massacres de décembre 1982, au cours desquels quinze opposants politiques sont assassinés[pas clair]. La révolte dirigée par Ronnie Brunswijk, l'un de ses gardes du corps, conduit à la guerre civile qui dure de 1986 à 1992, faisant plusieurs centaines de morts. Il reste de facto le dirigeant de la nation jusqu'à sa démission en 1988.

### Échec aux élections de 1996
Après le retour d'un gouvernement démocratique, dirigé successivement par Ronald Venetiaan et Jules Wijdenbosch, il perd l’élection présidentielle de mai 1996, face à Jules Wijdenbosch. Le slogan de son parti le NDP était : « Leti a Faya », soit en français « Allumez la lumière ». Ronnie Brunswijk, son ancien adversaire militaire durant la guerre civile, perd lui aussi ces élections de 1996.

### Président de la République
Lors des élections législatives du 25 mai 2010, la coalition Megacombinatie (en français « Grande coalition ») qu'il dirige arrive en tête avec un peu plus de 40 % des voix et obtient 23 sièges, nombre insuffisant pour pouvoir gouverner sans partenaire et pour élire le président de la République. Des tractations entre partis ont lieu et le 19 juillet suivant, Bouterse est élu président de la République par l'Assemblée nationale en obtenant 36 suffrages sur 50 votants. Il prend ses fonctions le 12 août.

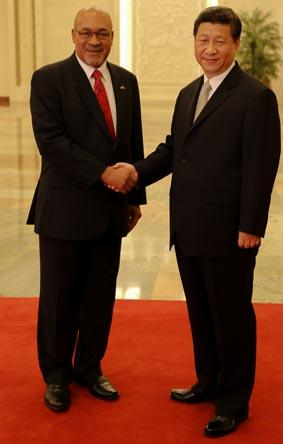
Desi Bouterse et le président chinois Xi Jinping à Pékin en 2013.

Parmi les réformes de son gouvernement, il rend l’école publique gratuite, augmente le salaire minimum et introduit la gratuité des soins médicaux pour les moins de 16 ans et les plus de 60 ans.
Les élections législatives du 25 mai 2015 sont de nouveau remportées par la Megacombinatie qui, avec 27 sièges sur 51, obtient une majorité absolue mais pas celle des deux tiers nécessaire à la réélection de Bouterse. Le 14 juillet suivant, Bouterse, seul candidat, est néanmoins réélu par l'Assemblée nationale pour un deuxième mandat de président de la République.
Il échoue à obtenir un troisième mandat aux élections législatives de 2020, remportées par le Parti de la réforme progressiste (VHP) dirigé par Chan Santokhie qui remporte l'élection présidentielle consécutive.

### Condamnations pour trafic de drogue et meurtres
Ayant depuis longtemps profité de son statut pour diriger un trafic de drogue entre l'Amérique du Sud et l'Europe, il a été accusé à plusieurs occasions. Le 6 juillet 1999, il est condamné par contumace à 16 ans de prison et 2 millions de dollars d'amende pour trafic de cocaïne par un tribunal aux Pays-Bas. Le 30 juin 2000, sa condamnation est réduite à 11 ans de prison par la cour d'appel de La Haye.
En 1999, Interpol lance un mandat d'arrêt international contre Desi Bouterse qui l'empêche également de quitter le Suriname, Son statut de président l'avait protégé de l'extradition.
Au fil des ans, son passé revient sur le devant de la scène et le gouvernement dit préparer une action judiciaire contre les participants actifs aux massacres de décembre 1982. À l'époque, quinze principaux opposants au régime militaire sont tués par balles au fort Zeelandia. Il prétend qu'il n'était pas présent et que la décision a été prise par le commandant de bataillon Paul Bhagwandas (en), mort en 1996. Toutefois, il en reconnaît la responsabilité politique. En 2017, Bouterse est impliqué dans un procès où l'accusation lui demande de répondre du massacre de décembre. Bien qu'il ait essayé d'empêcher sa tenue en invoquant la sécurité nationale, il risque 20 ans de prison s'il est reconnu coupable. Le 29 novembre 2019, alors qu'il était en voyage officiel en Chine, le président Desi Bouterse est condamné par un tribunal militaire surinamais à 20 ans de prison pour le massacre de décembre 1982. Six autres anciens officiers de l’armée du Suriname ont également été condamnés avec lui, dont un ancien consul du Suriname en Guyane,.
Le 19 décembre 2023 , Dési Bouterse est condamné à 20 ans de prison pour les Massacres de décembre 1982. Il doit être incarcéré le 20 janvier 2024.
Alors qu'il reste très populaire, notamment dans les classes les plus pauvres, des milliers de ses partisans se sont rassemblés au siège de son parti pour lui exprimer leur soutien.
Le 17 janvier 2024, alors qu'il doit être incarcéré deux jours plus tard, son épouse Ingrid Bouterse annonce qu'il refuse de se présenter à la prison. La police émet alors un mandat d'arrêt à son encontre.

### Maladie et mort
Au cours de sa présidence, Desi Bouterse a subi des examens médicaux de routine à Cuba. Après son retour d'un séjour d'un mois sur l'île en septembre 2017, son bureau a reconnu qu'il avait subi une intervention chirurgicale pour une maladie non divulguée.
Desi Bouterse est décédé le 23 décembre 2024 à l'âge de 79 ans, alors qu'il était en fuite, pour éviter la prison, après sa condamnation en 2023 pour le meurtre de 15 militants politiques en 1982.
Sa dépouille est saisie lors du rapatriement de son corps pour déterminer la cause du décès et son lieu. Le 29 décembre, selon le rapport d'autopsie, la cause du décès est due à une grave insuffisance hépatique due à l'alcoolisme.